# Pierre Courteys
Pierre Courteys est un peintre et émailleur qui exerça à Limoges durant la deuxième moitié du XVIe siècle. Peu de choses sont connues de sa vie, né en 1520, il serait mort en 1591 ou en 1602. Il a été probablement l'élève de Pierre Raymond et a signé plusieurs de ses œuvres.

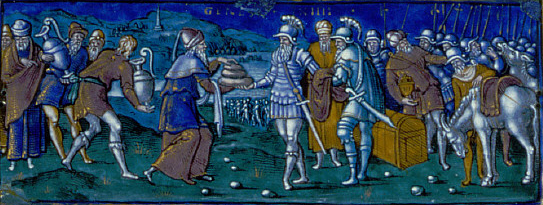
Plaque émaillée de l'école de Pierre Courteys, vers 1580, Saint Louis Art Museum, Saint-Louis (Missouri).

## Œuvres remarquables
- Pierre Courteys a signé une plaque émaillée représentant le groupe du Laocoon, grande sculpture antique en marbre qui venait d'être découverte quelques dizaines d'années auparavant en Italie. Cette plaque est remarquable par ses dimensions (71 cm sur 54 cm) qui en font la plus grande réalisée en une seule pièce avant le XXe siècle[1]. Sa facture, volumes repoussés et polychromie subtile, en fait un chef-d'œuvre de l'émail de Limoges qui connut au XVIe siècle un âge d'or. Elle est conservée au Musée des Beaux-Arts de Limoges.

- Neuf grandes plaques émaillées, conservées au Musée national de la Renaissance à Écouen représentant des dieux antiques et des Vertus, non signées, mais très comparables dans leur style et leur facture au Laocoon sont attribuables à Courteys. Chaque plaque, haute de 1,70 mètre, est réalisée en quatre parties.